# 王磊 (囲碁)
王 磊（おう らい、ワン・レイ、 1977年12月26日 - ）は中国の囲碁棋士。黒竜江省大興安嶺地区出身、中国囲棋協会所属、八段。覇王戦優勝、三星火災杯世界オープン戦準優勝など。2002年に中国棋士ランキング1位。常昊らとともに「七小龍」と呼ばれる一人。

## 経歴
9歳の時に囲碁入門講座で碁を覚え、その1986年に黒竜江省の少年大会で3位となって、翌年に黒竜江省棋院の少年囲棋隊に入る。1989年に初段、全国少年選抜戦で4位となって、北京の国家少年囲棋隊入りする。1990年全国青少年囲棋選手権B組優勝。1991年に世界青少年囲碁選手権大会青年組優勝。また91、92年に全国少年選抜戦に優勝。
1993年、16歳三段で棋王戦ベスト4。1994、95年新人王戦準優勝。1996年全国囲棋個人戦3位、名人戦リーグ入りし5勝2敗の2位。1997年覇王戦で馬暁春に挑戦し、4-2で初タイトル獲得。98年には楽百氏杯にて常昊の挑戦を受けて2-4で敗れる。1999年八段。2003年、三星火災杯世界オープン戦決勝で曺薫鉉に0-2で敗れ準優勝。西南王戦では、2005、06年に2連覇。
中国棋士ランキングでは、1997年に6位、2002年に1位獲得、翌年4位。甲級リーグでは、1999-2002年は雲南、2004年以降は貴州に所属し、それぞれ好成績の原動力となり、2011年まで出場。好きな棋士は呉清源。

### タイトル歴
- 覇王戦 1997年
- NEC杯囲棋賽 2003年
- 華山論道囲棋精鋭戦 2003年
- 西南王戦 2005、6年

### 他の棋歴
国際棋戦
- 三星火災杯世界オープン戦 準優勝 2003年、ベスト8 1999、2004年
- 春蘭杯世界囲碁選手権戦 4位 2001年、ベスト8 2004年
- トヨタ&デンソー杯囲碁世界王座戦 ベスト4 2003年
- 東洋証券杯世界選手権戦 ベスト8 1997年
- LG杯世界棋王戦 ベスト8 2000、04年
- Mlily夢百合杯世界囲碁オープン戦 ベスト8 2013年
- テレビ囲碁アジア選手権戦 ベスト4 2011年
- 日中スーパー囲碁
  - 1996年 0-1（×羽根直樹）
- CSK杯囲碁アジア対抗戦
  - 2002年 2-0（○林至涵、○本田邦久）
  - 2004年 1-2（×依田紀基、○王銘琬、×李昌鎬）
  - 2005年 2-1（○高尾紳路、○周俊勲、×崔哲瀚）
- 農心辛ラーメン杯世界囲碁最強戦
  - 2000年 0-1（×依田紀基）
  - 2004年 2-1（○張栩、○洪旻杓、×小林光一）
  - 2005年 0-1（×李昌鎬）
  - 2007年 0-1（×羽根直樹）

国内棋戦
- 新人王戦 準優勝 1994、95年
- CCTV杯・招商銀行杯中国囲棋電視快棋戦 準優勝 1996年、2011年
- 天元戦 挑戦者 1998年
- 倡棋杯中国プロ囲棋選手権戦 準優勝 2005年
- 竜星戦 準優勝 2005年
- 全国体育大会 3位 1996、99、2002年
- リコー杯囲棋混双戦 準優勝 2013年（於之瑩とペア）
- 中国囲棋甲級リーグ戦
  - 1999年（雲南紅、7位）6-2
  - 2000年（雲南紅、2位）17-5
  - 2001年（雲南香格里拉蔵秘、3位）14-8
  - 2002年（雲南印象酒業、2位）17-3
  - 2004年（貴州咳速停、6位）15-6
  - 2005年（貴州咳速停、2位）12-10
  - 2006年（貴州咳速停、2位）14-8
  - 2007年（貴州咳速停、2位）15-6
  - 2008年（貴州百魂）11-11
  - 2009年（貴州百魂）4-8
  - 2010年（貴州百魂）0-5
  - 2011年（広西華藍）5-9